# ヒビノ (音響映像)
ヒビノ株式会社 (Hibino Corporation) は、PAと関連事業の専門会社。プロ用音響機器・映像機器の輸入販売、音響・映像システムの設計、LEDディスプレイの開発・製造・販売、コンサートイベント用映像機材・PA機材のレンタル及びオペレーション、ライブレコーディングを扱う。本社は東京都港区。

## 概要
音響機器の輸入販売、映像製品の開発・製造・販売、PA（コンサート音響）及びコンサート・イベント映像の機材レンタルとオペレートサービスが主軸で、PAと映像事業、業務用音響機器専業企業、それぞれ国内最大の規模を擁する。
1956年に日比野宏明がテレビの販売と修理店として日比野電気を開業し、1964年に音響設備のヒビノ電気音響株式会社（現在の当社）を設立して業務用音響機器の販売を開始する。1970年の大阪万博でShureのPAシステムに出会い国内販売を開始する。高額に加えて操作に専門知識を要するため販売実績に結びつかなかったものの、使用希望の声は絶えなかった。1971年から販売に並行してPA機材レンタルと技術者オペレートを提供するPA事業を開始し、日本でPA事業の嚆矢となる。コンサート音響を手掛けるうちにコンサートに映像が必要な時代が訪れると考え、1984年に映像事業へ参入して1985年からイベントやコンサートの映像演出サービスを開始する。当初は日本でコンサートに映像は必要ないと需要は低かったが、1985年に日本で初めてコンサートに映像演出としてマルチビジョンを導入した。展示会や企業イベントで映像需要が拡大して映像事業が成長する。1988年にコーポレートアイデンティティを導入して社名をヒビノ、スローガンを音と映像のプレゼンテーターして企業ロゴを一新する。その後IT事業やポストプロダクション事業へ参入するがのちに撤退する。2002年に社長の日比野宏明は会長、息子の日比野晃久が社長となり、業務用映像機器の開発と製造事業に参入する。2003年に音響・映像・編集の技術者を派遣する人材派遣業を開始する。2006年2月にジャスダック証券取引所へ上場する。2006年にメディア・テクニカル、2007年にヘビームーン、2008年スチューダー・ジャパン−ブロードキャスト、それぞれを完全子会社とする。2010年にビクターアークスの株式を取得して戦略的に提携する。2013年にエィティスリーを完全子会社化してライブハウス事業とファーストエンジニアリングを完全子会社化して舞台用照明機器分野、2015年に日東紡音響エンジニアリングを完全子会社化して建築音響、それぞれへ参入し、音響、映像、音楽、ライブを軸に事業領域の拡充とものづくり事業の拡大を図る。

### 電気音響・販売施工事業
海外ブランド音響機器の輸入代理、国内音響機器の販売代理を扱う。おもにプロと業務用機器材を、放送局、音楽ホール、映画館、ライブハウス、商業施設などで音響システムを設計して施工するほか、PA会社やレンタル会社などへ販売する創業来の事業である。
- 輸入代理店ブランド：AKG、BSS Audio、CROWN（英語版）、dbx、JBL PROFESSIONAL、Lexicon PRO、Soundcraft、STUDER

### コンサート・イベントサービス事業
コンサート・イベントサービス事業は、音響部門と映像部門がある。
音響部門はコンサートのPA（コンサート音響）を手掛ける。30チーム体制でドーム5会場の同時開催に対応する機材量とスタッフ数が特長で、ロック、ポップス系を中心に130以上のアーティストのコンサートをサポートする日本最大のPA会社である。
映像部門は大規模コンサート、展示会、式典、スポーツイベント、企業イベント、テレビ番組などで大型映像装置のレンタルとオペレートを提供する。LEDスクリーンやプロジェクターなどの映像機材を世界最大規模で有する。1987年に事業を本格始動して日本で初めてコンサートに映像演出としてマルチビジョンを導入した。音響部門と異なりコンサート以外にオリンピック、モーターショー、万博、株主総会、国際会議など多種多様な大型イベントを多数サポートする。コロナ禍では、LEDスクリーンとXR技術を掛け合わせた配信ならではの映像体験を提供した。2021年にLEDディスプレイの運用技術からバーチャルプロダクション技術インカメラVFXを確立し、国内の映像制作業界へ提供を始める。北野武監督の映画『みんな〜やってるか!』は、当社のスクリーンを使用してロゴマークに「ヒビノのスーパービジョン、どうしましょうか?」と映して、レンタル料金を100万円から5万円まで値切った。
- アーティスト：aiko、access、Acid Black Cherry、嵐、アリス、アンジェラ・アキ、E-girls、UVERworld、ウルフルズ、AKB48、EXILE、EXILE ATSUSHI、X JAPAN、及川光博、大塚愛、ORANGE RANGE、甲斐よしひろ、KAT-TUN、Gackt、the GazettE、加山雄三、関ジャニ∞、℃-ute、Kis-My-Ft2、清木場俊介、KinKi Kids、クレイジーケンバンド、黒夢、倖田來未、GLAY、郷ひろみ、コブクロ、ゴールデンボンバー、佐野元春、沢田研二、三代目 J SOUL BROTHERS from EXILE TRIBE、サザンオールスターズ、THE YELLOW MONKEY、the HIATUS、湘南乃風、Superfly、スガシカオ、SMAP、滝沢歌舞伎、タッキー&翼、T.M.Revolution、TOKIO、DREAMS COME TRUE、AAA、ナイトメア、長渕剛、NEWS、HiGH&LOW、葉加瀬太郎、BUCK-TICK、浜崎あゆみ、浜田省吾、VAMPS、BUCK-TICK、B'z、氷室京介、藤井フミヤ、V6、flumpool、Hey! Say! JUMP、BABYMETAL、槇原敬之、水樹奈々、Mr.Children、miwa、モーニング娘。、乃木坂46、矢沢永吉、山崎まさよし、山下達郎、YUKI、ゆず、ユニコーン、横山健、吉井和哉、LOUDNESS[1]、L'Arc〜en〜Ciel、RADWIMPS、凛として時雨、Red Hot Chili Peppers、ONE OK ROCK
- 音楽イベント：イナズマロックフェス、UDO MUSIC FESTIVAL、a-nation、ap bank fes、Augusta Camp、COUNTDOWN JAPAN、サマーソニック、J-WAVE LIVE、JAPAN NIGHT -MOVE WITH THE MUSIC-、情熱大陸SPECIAL LIVE、FUJI ROCK FESTIVAL、FREEDOM aozora、東京JAZZ
- スポーツイベント：国民体育大会、シドニーオリンピック、ソルトレークシティオリンピック、東京2020オリンピック・パラリンピック、東京マラソン、長野オリンピック、B.LEAGUE、Tリーグ、FORMULA 1 JAPAN GP、ANAウインドサーフィンワールドカップ、ラグビーワールドカップ日本大会、パナソニックオープンゴルフチャンピオンシップ、JAPAN SWIM、ジャパンオープン (50m)、FINA競泳ワールドカップ、アジア冬季競技大会、KNOCK OUT、SUPER GT、コーラ インターナショナル・プレミア・テニス・リーグ、ルイ・ヴィトン・アメリカズカップ・ワールドシリーズ福岡大会、東京ゲームショウe-Sports X
- 催事：愛・地球博、XFLAG PARK、さっぽろ雪まつり、上海万博、神宮外苑花火大会、即位の礼、大喪の礼、第42回先進国首脳会議（伊勢志摩サミット）、ドラゴンクエストライブスペクタクルツアー、ミラノ万博
- テレビ番組：朝まで生テレビ、いきなり!黄金伝説。、クイズ雑学王、インディジャパン300、NHK紅白歌合戦、FNS歌謡祭、F1グランプリ、芸能人格付けチェック、SASUKE、サルヂエ、ダウンタウンDX、TVのチカラ、ブラタモリ南極、プレバト!!、ワンダー×ワンダー
- 展示会：東京モーターショー、東京ゲームショウ、ビジネスショウ、アミューズメントマシンエキスポ、NTT GROUP COLLECTION、東京オートサロン、海外モーターショー（ニューヨーク、ソウル、上海、フランクフルト、シカゴ、デトロイト、広州）

### 映像製品の開発・製造・販売事業
LEDディスプレイの開発・製造・販売を行う。高輝度と高精細が特徴の自社ブランドChromaLED（クロマレッド）は日亜化学工業製、ファブレスで国内協力会社が製造する。街頭ビジョン、商業施設、テレビ局のほか国内外のレンタル会社に販売している。
- LEDディスプレイブランド：ChromaLED、ChromaVision（クロマビジョン）、infoLED（インフォレッド）
  - 納入先：東証Arrowsマーケットセンター、赤坂サカスSacas400、秋葉原UDXビジョン、アドビジョン大阪、池袋西口公園、池袋リプレビジョン、iTSCOM STUDIO & HALL 二子玉川ライズ、ウメキタるるっと！ビジョン、表参道ヒルズ、QFRONT Q'S EYE、熊谷スポーツ文化公園陸上競技場、警視庁サインカー、サンシャインシティ、品川駅港南口ふれあい広場、渋谷駅前ビジョン、渋谷キャスト、渋谷ヒカリエ、新橋ヒビノビジョン、JR大宮駅、そごう千葉店、中部国際空港セントレアSORAビジョン、T-WESTビジョン（名古屋駅前街頭ビジョン）、東京国際フォーラム、NISSAN CROSSING、日産グローバル本社ギャラリー、日本科学未来館、日本橋アドビジョン、白馬ジャンプ競技場、パシフィコ横浜、ビックロ ユニクロ新宿東口店、フジテレビジャンボビジョン、PRADA（銀座店他50店舗）、HONDAウェルカムプラザ青山、ボートピア習志野、ボートレース平和島、南町田グランベリーパーク、DHC Channel（旧マイティビジョン渋谷）、ユニクロ（UNIQLO TOKYO、銀座店、池袋サンシャイン60通り店、UNIQLO OSAKA、上海店、広州店、広州ビクトリー広場店、エンポリアム メルボルン店、ミッドシティセンター店、マニラ グローバル旗艦店、他）、横浜アリーナヨコアリビジョン、横浜スタジアム、ラジオシティ・ミュージックホール、ロードサイドネットワークビジョン（六本木、麻布、芝公園、日本橋、江戸川橋）、東京消防庁 VR BOSAI

### その他事業
上記3事業外、新規事業など。
- 子会社の主な輸入代理店ブランド（照明）：Avolites、Capture、LeaderLight、Minuit Une、TheatreLight
- 子会社が運営するライブハウス：ケネディハウス銀座、REAL DIVA'S

## 組織
- ヒビノプロオーディオセールス Div.
- ヒビノクロマテック Div.
- ヒビノサウンド Div.
- ヒビノビジュアル Div.
- ヒビノGMC

## 本支社所在地
- 本社（東京都港区）
- ヒビノ日の出ビル（東京都港区）
- 東京ブランチ（東京都江東区）
- 札幌オフィス（北海道札幌市）
- 仙台プロモーションオフィス（宮城県仙台市）
- 名古屋ブランチ（愛知県名古屋市）
- 大阪ブランチ（大阪府吹田市）
- 福岡ブランチ（福岡県福岡市）

## グループ会社

### 子会社（連結）
- ヒビノインターサウンド株式会社（旧：株式会社ヘビームーン）
- 株式会社エレクトリ
- 株式会社テクノハウス
- ヒビノスペーステック株式会社（旧：ヒビノアークス株式会社）
- ヒビノイマジニアリング株式会社（旧：コバレント販売株式会社）
- 日本音響エンジニアリング株式会社（旧：日東紡音響エンジニアリング株式会社）
- 日本環境アメニティ株式会社（旧：日本板硝子環境アメニテイ株式会社）
- ヒビノメディアテクニカル株式会社（旧：株式会社メディア・テクニカル）
- 株式会社シグマ映像
- ヒビノベスコ株式会社（旧：株式会社ベスコ）
- ヒビノライティング株式会社（旧：株式会社ファーストエンジニアリング）
- Sama Sound Inc.
- Sama D&I Co., Ltd.
- Sama CDS Inc.
- Hibino Asia Pacific Limited
- Hibino USA, Inc.
- TLS PRODUCTIONS, INC.
- H&X Technologies, Inc.
- Hibino Asia Pacific (Shanghai) Limited
- Hibino Europe B.V.

### 子会社（非連結）
- 株式会社サンオー
- 株式会社エィティスリー
- ヒビノエンタテインメント株式会社
- NOE Asia Pacific Company Limited

### かつての子会社
- Hibino Europe Limited（元子会社／2020年に清算）
- スチューダー・ジャパン－ブロードキャスト株式会社（元子会社／2019年に吸収合併）
- 株式会社メディアニクス（元孫会社／2016年に子会社が吸収合併）
- アイテムプラス株式会社（元子会社／2009年に吸収合併）
- ヒビノドットコム株式会社（元子会社／2004年に吸収合併）
- ヒビノクロマテック株式会社（元子会社／2002年に事業統合）
- Hibino Audio-Visual USA Inc.（元子会社／1997年に解散）